# Viladecavalls
Viladecavalls es un municipio y localidad española de la provincia de Barcelona, en la comunidad autónoma de Cataluña. El término municipal, ubicado en la comarca del Vallés Occidental, tiene una población de 7802 habitantes (INE 2024).

## Toponimia
El municipio se llamó Vila de Caballs y Cuadra de Clará hasta el censo de 1857, en que cambió su nombre por el de Viladecaballs.  El 18 de abril de 1984, por entonces con la grafía Viladecabálls, cambió de nuevo su denominación por la de Viladecavalls.

## Geografía
El municipio está situado al este de la comarca, al límite del Bajo Llobregat, del cual le separa la riera de San Jaime que, en el extremo meridional, se une con la riera de Gaià (que atraviesa el municipio de norte a sur) formando la riera del Morral del Molí tributaria, por la izquierda, del río Llobregat. Los bosques de pinos y encinas ocupan más de la mitad del municipio dominado, al norte, por la sierra de Collardús. Limita, al norte, con Vacarisas, al este con Tarrasa, al sur con Ullastrell y al oeste con Abrera y Olesa de Montserrat. Sus orígenes se remontan al siglo X en el que ya se hace referencia al topónimo de Toudell, en referencia a Santa María de Toudell.
El pueblo de Viladecavalls, conocido popularmente como la Tarumba y sus habitantes como tarumbaires, está formado por dos núcleos divididos por la carretera local B-120, situados en la carenadura de la sierra de Sorbet. Estos vecindarios se crearon alrededor de dos casas-fuertes pertenecientes a la parroquia románica de San Miguel de Sorbet, una de las tres que conformaban el municipio actual junto con las de San Miguel de Toudell y Santa María de Toudel, todas ellas incluidas en el término del castillo de Tarrasa y, después, en el municipio de San Pedro de Tarrasa, hasta que, en el año 1849, se configuró el término municipal de Viladecaballs con las tres parroquias precedentes y algunas masías que pertenecían a Olesa y Ullastrell.

## Historia
Hacia mediados del siglo XIX, el lugar tenía contabilizada una población de 195 habitantes. Aparece descrito en el decimosexto volumen del Diccionario geográfico-estadístico-histórico de España y sus posesiones de Ultramar de Pascual Madoz de la siguiente manera:

VILADECABALLS: l. cab. de ayunt. que forma con la cuadra de Clará, en la prov., aud. terr. y c. g. de Barcelona (5 leg.), part. jud. de Tarrasa (1 1/2), dióc. de Vich. sit. sobre una pequeña colina, formando 2 calles separadas por el camino de Tarrasa á Olesa; reinan con frecuencia los vientos del O.; su clima es templado y sano, propenso á fiebres de varios tipos y caracteres, y reumas. Tiene 160 casas, escuela de instruccion primaria para niños, otra para niñas, y una igl. parr. (San Pedro) servida por un cura de sagundo ascenso y un vicario. El térm. confina N. Vacarizas; E. San Pedro de Tarrasa; S. Ullastrell, y O. Olesa; en su jurisd. se comprenden las dos parr. de San Miguel y Santa Maria de Taudell. El terreno es arcilloso, con algun monte poblado de pinos y otros árboles; le fertiliza la riera de Gayá, y le cruzan varios caminos locales. El correo se recibe de Tarrasa por medio de baligero. prod.: trigo, vino, legumbres, aceite, frutas y hortalizas; cria ganado lanar, cabrio y de cerda, y caza de liebres, conejos y perdices. ind.: 2 molinos harineros y una fáb. de aguardiente. pobl.: 39 vec., 195 alm. cap. prod.: 865,600 rs. imp.: 21,640.
(Madoz, 1850, pp. 64-65)

A partir de la década de 1950, Viladecavalls se convirtió en un pueblo de veraneo para la gente de Tarrasa y Barcelona.

## Demografía
Viladecavalls cuenta con una población de 7802 habitantes (INE 2024).
| Gráfica de evolución demográfica de Viladecavalls entre 1842 y 2021 |
| |
| Población de derecho según los censos de población del INE. Población de hecho según los censos de población del INE.En este censo se denominaba Vila de Caballs y Cuadra de Clará: 1842. En estos censos se denominaba Viladecaballs: 1857, 1860, 1877, 1887, 1897, 1900, 1910, 1920, 1930, 1940, 1950, 1960, 1970 y 1981. |

La proximidad con Tarrasa ha hecho posible que, últimamente, se hayan instalado en el término un buen número de industrias (en los polígonos de Can Mir o Can Trias) propiciando la proliferación de urbanizaciones residenciales de reciente construcción, lo cual ha hecho que aumente la población del municipio que, en abril del 2005, alcanzó la cifra de 7000 habitantes, cuando en 1970 apenas contaba con 1000 habitantes. 

### Núcleos de población
Viladecavalls está formado por diez núcleos o entidades de población. 
Lista de población por entidades:
| Entidad de población          | Habitantes (2022) |
| ----------------------------- | ----------------- |
| Can Corbera                   | 292               |
| Can Mir                       | 2                 |
| Can Tries                     | 2364              |
| Can Turu                      | 1151              |
| Molinot, El                   | 28                |
| Planassa, La                  | 412               |
| Polígono industrial Can Tries | 10                |
| San Miguel de Gonteres        | 1335              |
| Tendera, la                   | 9                 |
| Viladecavalls                 | 2041              |
| Fuente: Municat               |                   |

### Evolución demográfica
| 743                        | 694 | 650 | 3138 | 7036 |
| (Fuente: [cita requerida]) |     |     |      |      |

- Gráfico demográfico de Viladecavalls entre 1717 y 2006

1717-1981: población de hecho; 1990- : población de derecho

## Economía
La actividad económica del municipio, que tradicionalmente dependía de la agricultura, gira alrededor de la industria y servicios turísticos estacionales y de segunda residencia. El cultivo más importante es de secano (viñas, trigo, olivos) y quedan, todavía, muchos huertos que antaño fueron cultivados. La industria, tradicionalmente dedicada al textil está, ahora, muy diversificada, se ha desarrollado en los polígonos cercanos a las carreteras: C-58 (Can Trias, Can Mitjans) y B-120 (Can Mir), en el levante del término, cercano a Tarrasa. En Can Trias está instalado uno de los cuatro servicios existentes de inspección de vehículos (ITV) del Vallés Occidental, así como el basurero del municipio, mientras que, en Can Mitjans está la fábrica Ficosa.

## Comunicaciones

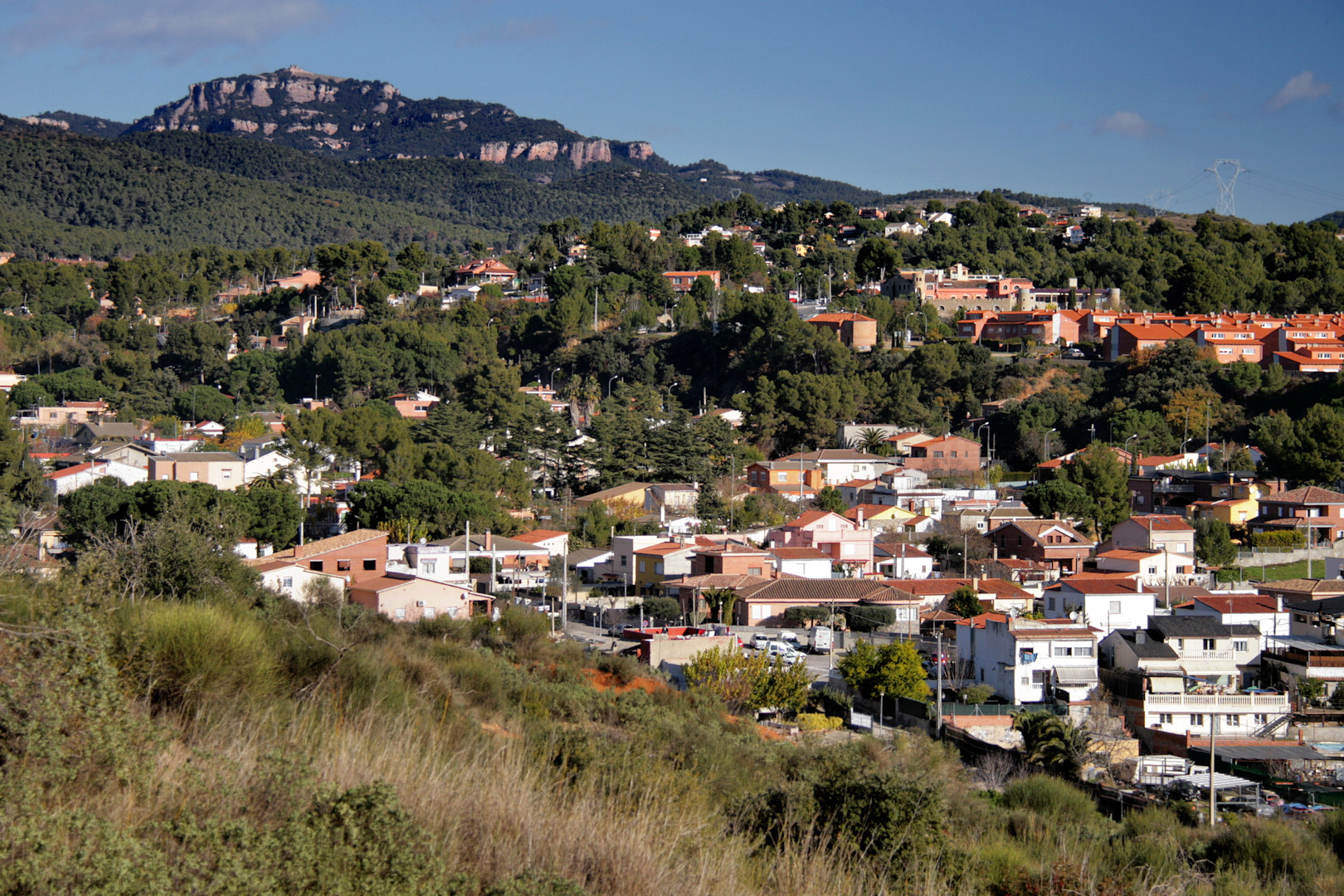
Can Gonteres

Se puede acceder por la carretera C-58 y por la autopista C-16 (con salida propia) que comunican Tarrasa con Manresa. Existe una carretera local, la B-120, que une la población con Tarrasa y Olesa de Montserrat. 
En el municipio hay dos estaciones de ferrocarril de la línea de cercanías C4 de Adif (Barcelona-Manresa), una en San Miguel de Gonteres y otra en Can Corbera, que da servicio al núcleo antiguo de Viladecaballs. Por el sur del término transcurren los senderos de gran recorrido GR-6 que unen Barcelona y Montserrat, y GR-97, que va de San Celoni a Abrera; por el norte está el GR-96 o cami romeu de Montserrat.

## Administración
| Periodo   | Nombre                                                           | Partido           |
| --------- | ---------------------------------------------------------------- | ----------------- |
| 1979-1983 | Antoni Soler i Hospital                                          | Unitat de Progrés |
| 1983-1987 | Josep Cortès i Turu                                              | CiU               |
| 1987-1991 | Josep Cortès i Turu / Antoni Parera i Gusi (1990-91)             | CiU               |
| 1991-1995 | Felix Farré i Verdaguer                                          | PSC-PSOE          |
| 1995-1999 | Felix Farré i Verdaguer                                          | CiU               |
| 1999-2003 | Felix Farré i Verdaguer                                          | CiU               |
| 2003-2007 | Felix Farré i Verdaguer / Sebastià Homs Padrissa (2006-07)       | CiU               |
| 2007-2011 | Sebastià Homs Padrissa / Regina Parellada i Canals (2009-2011)   | CiU               |
| 2011-2015 | Carles Rodríguez Herencia / Cesca Berenguer (desde mayo de 2013) | ICV-- CiU         |
| 2015-2019 | Cesca Berenguer i Priego                                         | Junts x Cat       |
| 2019-2023 | Cesca Berenguer i Priego                                         | Junts x Cat       |
| 2023-act. | Cesca Berenguer i Priego                                         | Junts x Cat       |

## Patrimonio
- La iglesia parroquial de San Martín, en la calle Mayor del pueblo, de origen románico (consagrada en el siglo XI), y reconstruida en la época barroca
- Las ruinas del castillo de Toudell, una de las antiguas casas-fuertes del pueblo (del siglo XIII) situada cerca del polígono industrial de Can Mir
- La iglesia de San Miguel de Toudell, cercana al castillo, románica del siglo XII, remodelada en el siglo XIII
- La iglesia de Santa María de Toudell, situada en el polígono industrial de Can Trias, también románica, del siglo XI, con ábside semicircular y un interesante campanario en la torre
- Las diversas masías diseminadas por el término, algunas de las cuales han propiciado que, a su alrededor, se hayan instalado urbanizaciones de tipo residencial: Can Turu (actualmente dentro del núcleo del pueblo, aloja la biblioteca municipal Pere Calders), Can Mir, Can Trias, Can Corbera, Can Mitjans, Can Baiona, Can Sanaüja, Can Trullars, Can Coromines, Can Buxeres, etc.

## Símbolos
Escudo embaldosado: de azur, tres caballos sin guarnición, de plata, saltantes y malordenados. Por timbre, una corona mural de pueblo.
Fue aprobado el 12 de enero de 1984 y publicado en el DOGC número 409 el 22 de febrero del mismo año. Los tres caballos son un señal parlante alusivo al nombre del pueblo.

## Fiestas
- La fiesta Mayor se celebra la segunda semana del mes de julio, con bailes, representaciones teatrales, conciertos, etc.
- La festividad de San Martín, su patrono, se celebra el 11 de noviembre.

Peregrinación de San Miguel. El domingo más próximo al 29 de septiembre se celebra la tradicional fiesta en la ermita románica de San Miguel de Toudell ubicada dentro del polígono industrial de Can Mir, a las afueras del pueblo.